# Mary Pat Gleason
Pour les articles homonymes, voir Gleason.
Mary Pat Gleason, de son vrai nom Mary Patrick Gleason, est une actrice américaine née le 23 février 1950 à Lake City (Minnesota) et morte le 2 juin 2020 à Burbank (Californie).

## Biographie

### Carrière
Mary Pat Gleason entame sa carrière en 1982 en jouant dans la série Texas. Elle se fait principalement connaître en jouant entre 1983 et 1985 dans la série Haine et Passion, pour laquelle elle écrit le scénario d'un des épisodes, ce qui lui fera remporter un Emmy en 1986. Elle enchaîne ensuite de très nombreux seconds rôles divers et variés. Elle apparaît ainsi dans la série Friends, où elle joue le rôle d'une infirmière auprès de Ross, et dans Desperate Housewives, dans le rôle d'une maîtresse d'école.
Elle écrit et interprète son propre one-woman-show, intitulé Stopping Traffic, en 2006 : elle y raconte sa carrière d'actrice sous l'emprise d'un trouble bipolaire. Elle joue dans tous les épisodes de la série The Middleman en 2008, mais celle-ci n'est pas renouvelée par ABC Family pour une deuxième saison.

## Filmographie

### Cinéma
- 1983 : Hold-up en jupons (Easy Money) : Party Mother
- 1989 : Troop Beverly Hills : Gentille chef de troupe
- 1989 : Lectures diaboliques : Policière
- 1989 : Les Maîtres de l'ombre : Dora Welsh
- 1990 : Vital Signs : Femme de la rotonde
- 1990 : Pastime : Femme du bar
- 1991 : Rendez-vous au paradis : Serveuse
- 1991 : La télé lave plus propre : Mère au foyer
- 1992 : Basic Instinct : Policière-éducatrice
- 1992 : Man Trouble : Vira
- 1992 : Lorenzo : Bibliothécaire
- 1994 : Lookin' Italian (en) : Directrice de casting
- 1994 : Sacré mariage (Holy Matrimony) : Policière
- 1994 : Chérie, vote pour moi : Réceptionniste
- 1995 : Les Vendanges de feu : Conductrice de bus
- 1996 : Infinity : Infirmière n°2
- 1996 : La Chasse aux sorcières : Martha Corey
- 1996 : No Easy Way : Infirmière Barb
- 2000 : Traffic : Témoin n°2
- 2001 : Évolution : Cliente
- 2002 : Hometown Legend : Tee Naters
- 2003 : Bruce tout-puissant : Femme obèse
- 2003 : Intolérable Cruauté : Serveuse du Nero's Steakhouse
- 2003 : Grand Theft Parsons (en) : Infirmière
- 2004 : 30 ans sinon rien : Madame Flamhaff
- 2004 : Comme Cendrillon : Eleanor
- 2005 : The Island : Cantinière
- 2005 : Underclassman (en) : Madame Hagerty
- 2006 : The Alibi : Opératrice n°3
- 2006 : Room 6 : Infirmière Holiday
- 2007 : À la recherche de l'homme parfait : Iris
- 2007 : The Memory Thief (en) : Patiente d'hôpital
- 2007 : Nobel Son : Ruby
- 2007 : Quand Chuck rencontre Larry : Teresa
- 2007 : Moving McAllister (en) : Margerie
- 2008 : Bottle Shock : Marge
- 2008 : Drillbit Taylor, garde du corps : Madame Farber
- 2011 : Bucky Larson : Super star du X : Marge
- 2012 : Arcadia : Agnes
- 2014 : Famille recomposée : Caissière
- 2014 : Écho : Dusty, Femme à coiffure mulet au bar
- 2014 : Big Stone Gap (en) : Alice Lambert
- 2016 : Nina : Aide-soignante
- 2018 : Sierra Burgess Is a Loser de Ian Samuels : Conseillère Stevens

### Télévision
- 1982 : Texas : Doris Hodges
- 1983-1985 : Haine et Passion : Jane Hogan
- 1987 : What a Country! (en) : Infirmière
- 1987 : La Fête à la maison : Jennifer Sianski
- 1987-1989 : Les Routes du paradis : Lucille Perry, Conductrice de bus
- 1988 : Mama's Family : Arlene Madison
- 1988 : Frank's Place (en) : Mère
- 1988 : The Secret Life of Kathy McCormick (en) : Serveuse
- 1989 : Those She Left Behind (en) : Infirmière Walker
- 1989 : Murphy Brown : Olga
- 1989 : Peter Gunn de Blake Edwards : Infirmière
- 1989 : Code Quantum : Madame Thompson
- 1989 : Corky, un adolescent pas comme les autres : Madame Pasogian
- 1989-1990 : Night Court : sœur Ruth, infirmière
- 1990 : His & Hers (en) : Madame Fishbain
- 1990 : Singer & Sons (en) : Marilyn
- 1990 : Framed (en) : Femme du Musée
- 1990 : Steel Magnolias : Janice Van Meter
- 1990 : Hull High (en) : madame Gompers
- 1990 : ABC Afterschool Special : non-précisé
- 1990 : Madame est servie : Diane
- 1990 : Empty Nest : infirmière Bradford
- 1990 : La Loi de Los Angeles : Edna Garth
- 1990 : Sauvés par le gong : madame Œuf
- 1991 : Davis Rules (en) : serveuse
- 1991 : Dans la chaleur de la nuit : Hôtesse
- 1991 : Larry et Balki : Betty
- 1991 : Top of the Heap (en) : madame Epstein
- 1991 : Nurses (en) : infirmière en pause
- 1991 : Arabesque : documentaliste
- 1991 : Perry Mason: The Case of the Fatal Fashion : Amanda Cooper
- 1991 : The Story Lady : Réceptionniste
- 1992 : The Golden Palace : Femme disparue
- 1992 : Justice pour mon fils : Madame Rory
- 1993 : Getting By (en) : Madame Hanover
- 1993 : Precious Victims : Serveuse n°1
- 1993 : The Secrets of Lake Success : Lady Diner
- 1993 : Coach : Winnie
- 1993 : Petite Fleur : Femme
- 1994 : Children of the Dark : Lydia Fallbrook
- 1994 : Good Advice : Carol
- 1994 : Friends : infirmière Sizemore
- 1994 : The 5 Mrs. Buchanans : Helen McConnell
- 1995 : Loïs et Clark : Les Nouvelles Aventures de Superman : inspectrice des postes
- 1995 : Sister, Sister : femme édentée
- 1995 : Notre belle famille : madame Butkus
- 1995 : The West Side Waltz : non-précisé
- 1996 : The Right to Remain Silent (en) : Doris
- 1996 : Urgences : travailleuse sociale Anne Parks
- 1996 : Duckman: Private Dick/Family Man (voix)
- 1996 : Lush Life (en) : Morgana
- 1996 : Les Incroyables Pouvoirs d'Alex : madame French
- 1996 : Dave's World (en) : Lucille
- 1997 : New York Police Blues : Mary Mosler
- 1997 : Total Security : Renata Fogel
- 1997 : Suddenly Susan (en) : Edna
- 1998 : Ask Harriet (en) : infirmière
- 1998 : La Vie de famille : Berta
- 1998 : You Lucky Dog (en) : cuisinière
- 1999 : Chérie, j'ai rétréci les gosses : Hazel
- 1999 : A Season for Miracles (en) : Grand-mère jeune
- 2000 : Will et Grace : Sally
- 2001 : Les Associées : infirmière
- 2001 : Sex and the City : Lucille
- 2001 : Malcolm : Femme
- 2002 : Hôpital central : mère supérieure
- 2002 : Providence : non-précisé
- 2003 : Lucky : préposée de billetterie
- 2003 : Cliché (court-métrage) : Francesca DePesto
- 2004 : Memron (en) : Shelley Johansson
- 2004 : NCIS : Enquêtes spéciales : infirmière Wells
- 2004-2012 : Desperate Housewives : Elenora Butters (institutrice des enfants Scavo)
- 2005 : Marilyn Hotchkiss' Ballroom Dancing and Charm School : Natasha
- 2005 : Inconceivable (en) : Carmen
- 2006 : One Sung Hero (court-métrage) : mère de Sara
- 2007 : Nip/Tuck : Carol McCrackin
- 2008 : The Middleman : Ida
- 2009 : United States of Tara : masseuse
- 2009 : Mentalist : Charlotte McAddo
- 2010 : Chuck : employée de morgue
- 2010 : Bonne chance Charlie : Rita
- 2010 : NCIS : Los Angeles : propriétaire
- 2011 : Billion Dollar Freshmen : Esther
- 2011 : Hawaï 5-0 : propriétaire
- 2011 : I Love You Like Crazy (court-métrage) : Yvette
- 2012 : The Middle : madame Colavita
- 2012 : Bones : Crystal Jones
- 2012 : BlackBoxTV : Francine
- 2012 : 2 Broke Girls : Blanche
- 2012 : Scandal : Betsy Ray
- 2012 : Up All Night : Esther
- 2012-2013 : 1600 Penn : Patty, assistante du président
- 2013 : Motive : Marion Reader
- 2013 : The Bridge : Denise
- 2013 : Baby Daddy : tante Betty
- 2013 : Grey's Anatomy : Marge Walker
- 2013 : Killing Kennedy : Marguerite Oswald
- 2013-2014 : L'Apprentie maman (Instant Mom) : madame Grosnold
- 2014 : Doggyblog : Carol
- 2014 : Partners (en) : Maxine
- 2014 : Mistresses : Debbie
- 2014 : Finders Keepers : Carol
- 2014 : Mom (saison1, épisode 18 et saison 2, épisode 4) : Mary
- 2015 : Ophelia (court-métrage) : Grincheuse
- 2016-2017 : Mom : Mary (saison 3, épisode 18 et saison 4, épisodes 14 et 20 ainsi saison 7, épisode 5)
- 2019 : The Blacklist : Agatha Tyche (saison 6, épisode 16)

## Théâtre
- 2006 : Stopping Traffic, au Vineyard Theatre (en) de New York (deux mois).